# Plagithmysus simillimus
Plagithmysus simillimus är en skalbaggsart som beskrevs av Perkins 1931. Plagithmysus simillimus ingår i släktet Plagithmysus och familjen långhorningar. Inga underarter finns listade i Catalogue of Life.